# Kasseri

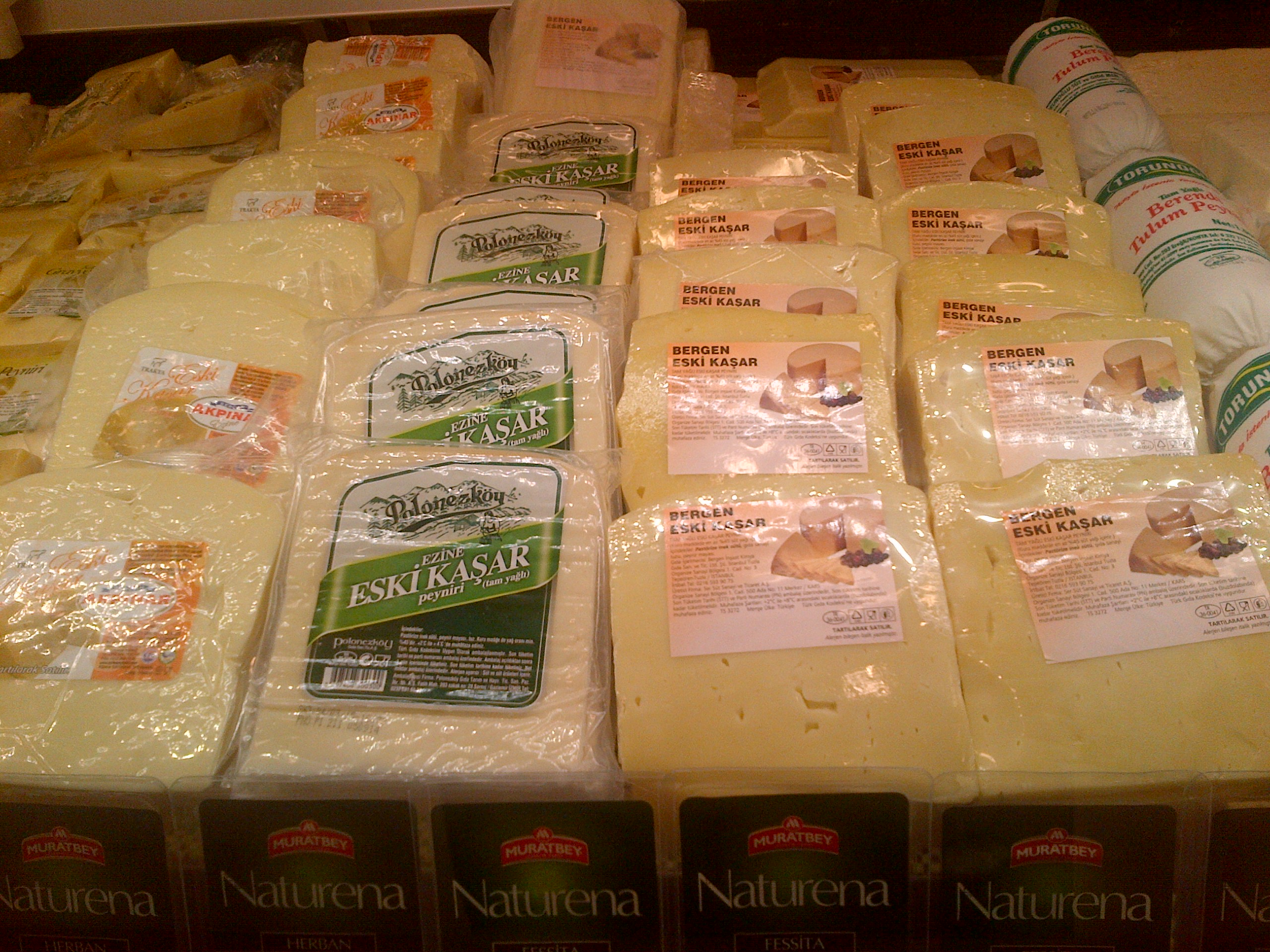

Il Kasseri, traslitterato anche come Kaseri (greco: κασέρι) è un formaggio greco pecorino a pasta filata, di consistenza simile al provolone, tipico delle zone settentrionali della Grecia: Macedonia, Tessaglia, Lesbo, Xanthi. Il formaggio è riconosciuto come DOP dall'Unione europea, il che sta a significare che il formaggio può essere prodotto solo nelle zone designate in Grecia, e in nessun altro Paese dell'UE.

## Preparazione e composizione
Solitamente è prodotto interamente a partire da latte di pecora, ma secondo le regolamentazioni è permessa una piccola quantità di latte caprino in percentuale massima del 20%. La materia grassa è del 40% minimo.

## Cucina
È l'ingrediente principale della kasseropita, una torta salata solitamente di piccole dimensioni, con pasta sfoglia o pasta fillo. Viene inoltre utilizzato in Grecia grattugiato sulla pasta, e su preparazioni da forno come la moussakà o il pastitsio.